# Sigtrygg Barba di Seta
Sigrtrygg Barba di Seta (Dublino, 970 circa – Dublino, 1042) fu uno dei sovrani vichingo-gaelici che governarono con il titolo di Re di Dublino appartenente alla dinastia Uí Ímair.
Intorno all'anno 1000 fu costretto a sottomettersi al dominio di Brian Boru, Re del Munster e con il quale instaurò poi un'alleanza ratificata da alcuni matrimoni. Il lungo regno di Sigtrygg durò approssimativamente circa 46 anni, fino alla sua abdicazione avvenuta nel 1032, durante quegli anni condusse spedizioni militari, spesso anche fallimentari, in gran parte dell'Irlanda, spingendosi anche sulle coste del Galles. Nel 1028 andò in pellegrinaggio a Roma e a questo viaggio si collega la costruzione della Cattedrale di Christ Church (Dublino).

## Biografia

### Famiglia
Sigtrygg, la cui nascita è collocabile attorno al 970, era di origine irlandese e scandinava, suo padre era Amlaíb Cuarán, Re di Northumbria e di Dublino, mentre sua madre era Gormflaith ingen Murchada, figlia di Murchad mac Finn (della dinastia dei Sovrani del Leinster). Il primo, di tre, marito di sua madre era stato Máel Sechnaill mac Domnaill (948-2 settembre 1022), re di Mide ed uno dei re supremi d'Irlanda. Sua madre, secondo il poema del XIII secolo Njáls saga, era una donna bella, potente e dedita agli intrighi, fratellastro di Sigtrygg era invece Glúniairn (morto nel 989), che regnò come re di Dublino.

### Re di Dublino

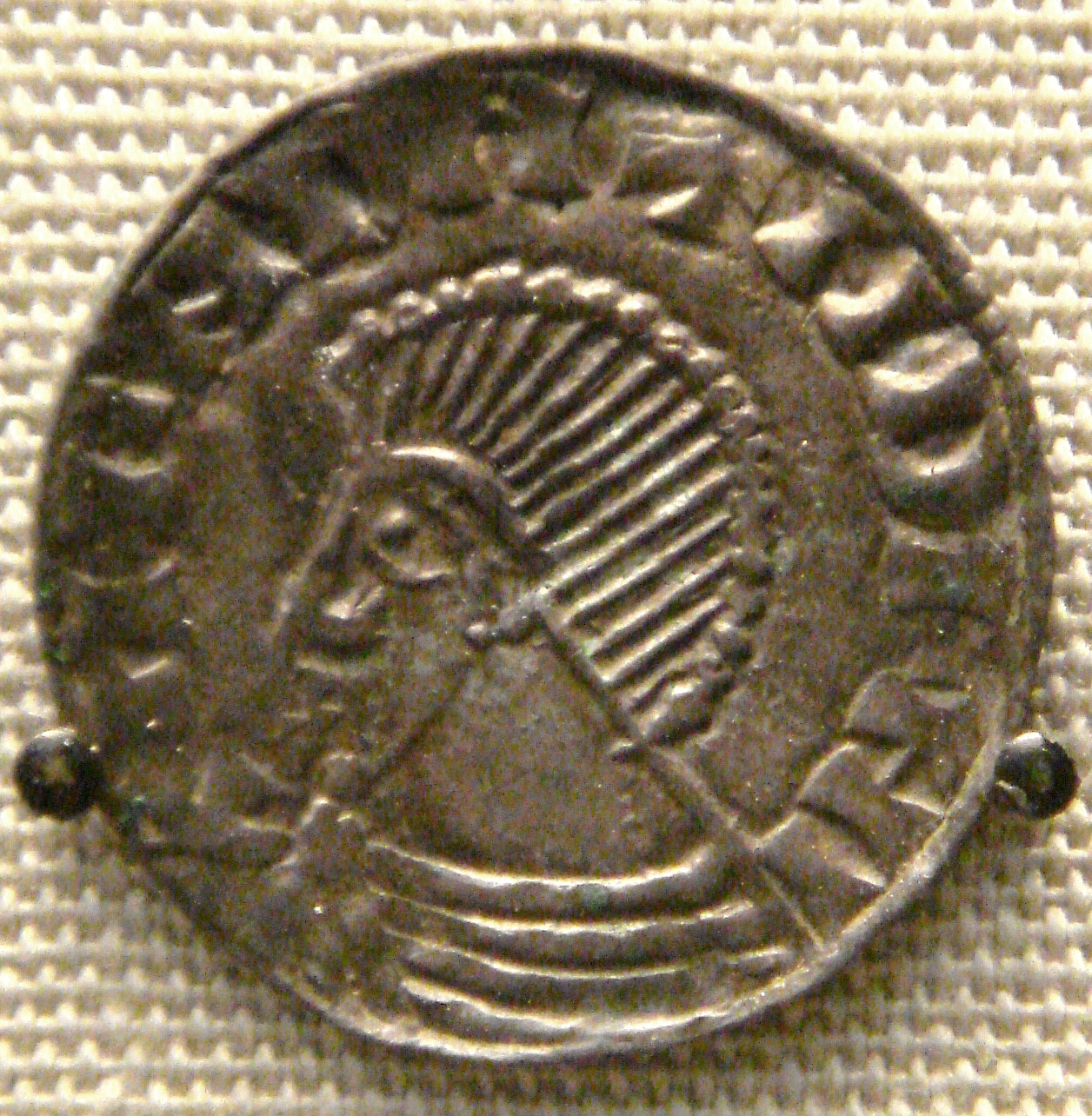
Una moneta postuma "Sihtric" dal British Museum, coniata a Dublino intorno al 1050

Non è certo che Sigtrygg sia succeduto al fratello al trono di Dublino quando questi morì nel 989, poiché al trono potrebbe essere anche succeduto Ivar di Waterford. Gli Annali irlandesi sono curiosamente scarsi di notizie su Sigtrygg e la sua famiglia durante questo periodo, sia che egli stesse o meno governando la città e le sue terre. Secondo lo storico Benjiamin Hudson questo potrebbe essere spiegato con la presenza, in quegli anni, del futuro Re di Norvegia Olaf I di Norvegia che prese residenza a Dublino in seguito al suo matrimonio con Gytha, sorella di Sigtrygg che aveva conosciuto la giovane durante le sue scorribande nel Mare d'Irlanda. La presenza di un grande sovrano vichingo avrebbe potuto essere un deterrente per gli assalti degli Irlandesi e questo avrebbe portato ad un certo indebolimento dei nemici di Sigttrygg che dovevano guardarsi dai saccheggi di Olaf.
In ogni caso quest'ultimo tornò nel proprio regno nel 994 o almeno così si crede poiché in quell'anno Ivar di Waterford espulse Sigtrygg da Dublino, che per altro avrebbe potuto essere già stato a capo del regno fino al 993 quando sarebbe stato a sua volta cacciato da Sigtryyg. Sia come sia Sigtrygg, allora sui vent'anni, tornò indietro entro l'anno e nel 995, accompagnato da uno dei suoi nipoti, razziò la contea di Meath governata dal primo marito della madre, questi in segno di rappresaglia entrò a Dublino razziando alcuni oggetti sacri ai dublinesi. Nel 998 Mael Sechnaill e Brian Boru, uno dei sovrani supremi d'Irlanda allora in carica, costrinsero Sigtrygg a riconoscere la loro superiorità dando loro degli ostaggi.
Questo evento costrinse il giovane re a comprendere come le ricchezze di Dublino costituissero un obiettivo appetitoso e che la città, per rimanere sicura, necessitava tanto di mura resistenti, quanto di buone e potenti alleanze. La contea di Dublino era però troppo povera per poter mettere insieme le risorse che avrebbero permesso di tenere testa ai ricchi principi irlandesi, per questo motivo Sigtrygg si alleò con lo zio materno Máel Mórda ed insieme, nel 999 sconfissero il loro cugino Donnchad mac Domnall Claen, uno dei sovrani del Leinster, imprigionandolo a Dublino.

#### La prima rivolta Leinster contro Brian Boru
Nel tardo 999 gli uomini di Leinster, tradizionalmente ostili sia alla sovranità della dinastia degli Uí Néill e a quella dei Re del Munster, si allearono con quelli di Dublino ed insieme si rivoltarono contro Brian Boru. Sigtrygg si alleò nuovamente con lo zio Máel Mórda ed insieme furono sonoramente sconfitti, Boru vinse la Battaglia di Glenmama, mise in rotta l'esercito nemico e si avventò poi su Dublino stessa. Sui tempi ci sono due diverse interpretazioni offerte dal testo Cogad Gáedel re Gallaib, del XII secolo, dice che l'esercito di Boru restò dentro la città dal Natale fino all'Epifania oppure da Natale fino al giorno di Santa Brigida. Gli Annali dell'Ulster invece spostano la battaglia al 30 dicembre, mentre gli Annali di Inisfallen la portano avanti di due giorni al 1º gennaio 1000. Il dato univoco resta comunque la presenza di Brian a Dublino nei primi mesi dell'anno 1000, i suoi saccheggi, la distruzione delle roccaforti vichinghe e l'espulsione di Sigtrygg dalla città. Sempre secondo il Cogad Gáedel re Gallaib Sigtrygg andò verso nord per chiedere aiuto agli Ulaid prima e ai Cenél nEógain dopo, entrambe le tribù rifiutarono però di aiutarlo. Privo di aiuto ed impossibilitato a lasciare il paese a Sigtrygg non restò che tornare a Dublino, offrire degli ostaggi a Boru e chiedere di essere messo di nuovo sul trono, Brian acconsentì e Sigtrygg tornò a Dublino. Tutto questo accadde entro tre mesi dalla conquista della città e si crede che prima di ritornare al proprio posto Sigtrygg possa avere compiuto delle razzie spingendosi fino a St David's, nel Galles.
Per ratificare la pace fatta Sigtrygg sposò una delle figlie di Boru, mentre lui convolò a nozze con la madre di Sigtrygg ormai al suo terzo matrimonio.

#### Gli anni tra le due rivolte

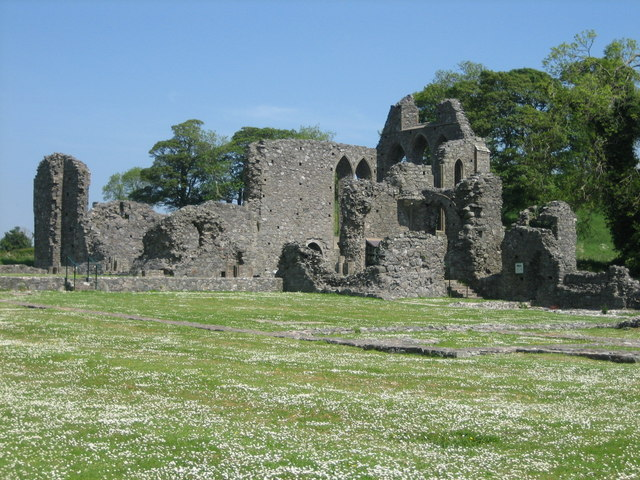
L'abbazia di Inch (Inis Cumhscraigh), saccheggiata da Sigtrygg nel 1002

Al periodo di rivolte ne seguì uno più prospero in cui Sigtrygg servì nell'esercito del suocero, tuttavia egli non aveva dimenticato che gli Ulaid gli avevano rifiutato l'aiuto nel momento del bisogno e nel 1002 si vendicò quando, seguendo le truppe di Boru, poté incendiarne e razziarne le terre. Le sue navi raggiunsero l'odierno Ulster dove saccheggiò diversi villaggi prendendo anche parecchi ostaggi Il progetto di espansione di suo suocero continuò e nel 1006-1007 Sigtrygg dovette combattere contro gli Uí Néill, quando il loro re Cenél Conaill si sottomise a Boru questi fu riconosciuto come Sovrani supremi d'Irlanda da tutta la nazione.
Quel che si sa del regno di Sigtrygg in questi anni lo si deva alla saga Gunnlaugs saga ormstungu, composta dallo Scaldo Gunnlaugr Ormstunga (nato attorno al 983) che ne aveva visitato la corte. Il quadro che ne esce è quello di una città occupata dal florido mercato che offre il porto, gli scavi archeologici hanno negli anni recuperato frammenti di navi, di stoffe, di preziosi ed altri oggetti che tendono a confermare la veridicità di queste affermazioni.

#### La seconda rivolta Leinster contro Brian Boru
Gli insediamenti vichinghi di Cork, Limerick, Waterford e Wexford
(Parte del regno di Munster, sotto il controllo di Boru)
     Il regno di Dublino, sotto il controllo di Sigtrygg

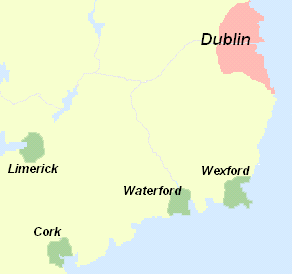
Gli insediamenti vichinghi di Cork, Limerick, Waterford e Wexford
(Parte del regno di Munster, sotto il controllo di Boru)
Il regno di Dublino, sotto il controllo di Sigtrygg

Durante il decennio del 1010 Boru divorziò dalla madre di Sigtrygg che lo ripagò cercando di rivoltarsi contro di lui. La donna trovò terreno fertile, negli anni i rapporti fra l'ex-marito e la gente di Leinster si erano fatti molto tesi ed infatti la rivolta scoppiò puntuale di lì a poco. Sigtrygg si alleò ancora con lo zio a fianco degli uomini di Leinster, la loro unione portò alla sconfitta di Boru e dei suoi alleati presso la cittadina di Swords.
Brian mandò quindi una flotta, sotto il comando del figlio Oleif, perché venissero bruciati tutti gli insediamenti vichinghi di Cork, il piccolo contingente attaccò anche le isole di Cape Clear spaccando la flotta in due.
Secondo alcuni testi dell'epoca Gormflaith premette moltissimo perché suo figlio distruggesse la potenza di Boru e per questo lo spedì ad accaparrarsi l'appoggio di Sigurd il Forte, signore delle isole Orcadi e quello dei fratelli danesi Brodir ed Ospak dell'Isola di Man. Sigtrygg arrivò alle Orcadi per la festa di Yule che festeggiò con Sigurd ed il di lui cognato. Sempre secondo documenti coevi Sigtrygg si mostrò piuttosto interessato al Quickfire, una tecnica di guerriglia scozzese ed islandese che prevedeva il rogo, appiccato rapidamente, alla casa che ospitava il nemico, metodo che era stato applicato efficacemente sull'avvocato Njáll Þorgeirsson, bruciato nella propria abitazione. Quindi Sigtrygg chiese al suo ospite di scendere in guerra contro Brian e, dopo un'iniziale resistenza, supportata anche dal fatto che i suoi uomini non appoggiavano tale proposta, Sigurd promise che sarebbe arrivato a Dublino per la Domenica delle Palme insieme ai propri uomini con la condizione che, se Boru fosse stato sconfitto, egli avrebbe sposato Gormflaith diventando Sovrano Supremo d'Irlanda. Da lì Sigtrygg si recò sull'Isola di Man dove procedette a convincere Brodir ed Ospak, il primo fu convinto ad unirsi alla guerra con la promessa che avrebbe potuto sposare Gormflaith, avendo appena promesso la madre a due uomini diversi Sigtrygg pregò quest'ultimo di non farne parola con nessuno. Ospak invece non si fece convincere e rifiutò di andare a combattere.
I due eserciti si scontrarono nel Venerdì Santo del 1014 alla Battaglia di Clontarf, durante lo scontro Brian Boru cadde ucciso insieme ad uno dei figli, ma anche i ribelli persero tre dei loro comandanti, sia Sigurd che Brodir caddero in combattimento ed anche lo zio Máel Mórda cadde in battaglia, lasciando Sigtrygg a raccogliere i frutti della vittoria. Alcune fonti sostengono che in effetti egli non abbia partecipato effettivamente alla battaglia, ma che sia rimasto nella guarnigione di Dublino come "riserva", tale tesi è ancora oggi accettata da diversi storici. C'è da notare come altri testi, scritti poco dopo lo scontro attestassero invece la presenza di Sigtrygg sul campo.

#### Il regno dopo Clontarf

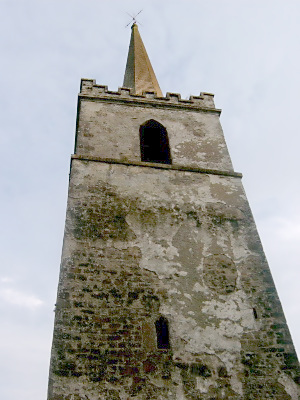
La torre medievale della chiesa in pietra di Ardbraccan, nella contea di Meath, in cui Sigtrygg bruciò oltre duecento uomini

Che Boru fosse morto o meno la battaglia venne persa e le fortune di Sigtrygg da quel momento in poi parvero declinare. Il primo marito di sua madre, Máel Sechnaill mac Domnaill, fu il primo beneficiario della morte di Brian perché fu riconosciuto nuovamente Sovrano Supremo, nel 1015, mentre la peste infuriava a Dublino, questi ne approfittò per andare a bruciarne la parte meridionale. La sola alleanza che Sigtrygg conservò fu con la gente di Leinster, perse infatti quella dello zio quando ne accecò il figlio ed erede.
Nel 1018 razziò il villaggio di Kells, nella contea di Meath, uccidendo parecchi abitanti e prendendone altri come schiavi che sarebbero poi stati rivenduti al mercato di Dublino. Qualche anno dopo, nel 1021, Sigtrygg andò contro gli antichi alleati di Leinster e da loro venne sconfitto a Delgany, l'anno seguente una spedizione al nord si concluse con la disfatta alla battaglia navale combattuta contro il re dell'Ulaid Niall mac Eochada (morto nel 1063).
In quello stesso anno morì Sechnaill e tutti i più grandi principi d'Irlanda iniziarono a battersi per ottenere il titolo di Sovrano Supremo gettando il paese nel caos, Dublino divenne quindi un bel boccone per via del suo porto e delle sue ricchezze, preda ambita per chiunque puntasse al trono.
Sigtrygg portò a diversi sovrani quali Flaithbertach Ua Néill (prima del 978-1036) e Donnchad mac Briain in supporto alle loro aspirazioni sperando che questo bastasse per tenere al sicuro la sua città, ma non fu così perché il sovrano degli Ulaid nel 1026 la razziò in vendetta dell'attacco subito anni prima.
L'anno dopo Sigtrygg fu costretto a stringere una nuova alleanza con i Re di Brega essendo suo figlio maggiore Amlaíb mac Sitriuc unitosi al loro esercito per alcune incursioni a Meath, purtroppo per lui vennero sconfitti ed anche quest'alleanza risultò essere poco proficua.
Il nuovo re di Brega prese prigioniero Amlaíb nel 1029 e Sigtrygg per liberarlo fu costretto a pagare un salatissimo riscatto in bestiame ed oro più diversi ostaggi che egli teneva presso Dublino e che provenivano dai paesi contro i quali aveva combattuto.
Solo dal 1030 in poi si assistette ad un ritorno della fortuna nella vita politica di Sigtrygg, in quegli anni si alleò infatti con Canuto I d'Inghilterra ed insieme andarono a depredare il Galles dove fondò una piccola colonia del proprio regno nel Gwynedd, questo fu l'apice della vita pubblica di Sigttrygg. L'insediamento gallese dovette mostrarsi particolarmente redditizio se nel 1032 fu in grado di vincere una battaglia presso il Boyne combattendo contro oltre 300 uomini provenienti da tre regni diversi.
Tre anni dopo si spinse ancora a Meath bruciando, con centinaia di persone all'interno, la chiesa di Ardbraccan, nello stesso periodo fece giustiziare il nipote di Ivar di Waterford, il suo antico rivale. Queste glorie, seppure tardive, non lo salvarono dall'abdicazione cui fu costretto nel 1036 dal Signore delle Isole Echmarcach mac Ragnaill.
Sigtrygg morì in esilio nel 1042.

## Matrimoni e Discendenza
Sigtrygg sposò Sláine, una delle figlie di Brian Boru ed insieme ebbero:
- Amlaíb mac Sitriuc II che si dice sia morto ucciso dai sassoni mentre andava in pellegrinaggio a Roma[13]. A lui sopravvisse un figlio da cui discese Gruffydd ap Cynan.

Da altre donne Sigtrygg ebbe altri figli:
- Oleif (morto nel 1013), morto in seguito all'incendio di Cork[13]
- Artalaich (morto nel 999)
- Godfrey (morto nel 1036), morto nel Galles forse per mano del suo stesso cugino in una delle tante faide famigliari comuni a quei tempi
- Glúniairn (morto nel 1031) ucciso dalla gente di Brega[13]
- Cellach (morto nel 1042)